# Cotton Eye Joe
A Cotton Eye Joe című dal a svéd Rednex első kimásolt kislemeze a szintén első 1995-ben megjelent Sex & Violins című stúdióalbumról. A dal több slágerlistára is felkerült, és több mint 2 millió darabot adtak el belőle világszerte.

## Eredete
A Cotton Eye Joe vagy másnéven Cotton Eyed Joe egy hagyományos amerikai népdal, mely az Egyesült Államokban és Kanadában népszerű, de manapság inkább az amerikai déli országokhoz kapcsolódik.
A dal több táncstílust is inspirált, úgy mint a társastáncot, melyet az Egyesült Államokban és a világ minden táján táncolnak. A dal érdeklődését az 1980-ban bemutatott Urban Cowboy című film váltotta ki, majd 1985-ben a Moody Brothers feldolgozta a dalt, melyért Grammy-díjat kapott, majd több kisebb-nagyobb sikerű változat készült a dalból, azonban a dalt világszerte ismertté a Rednex 1994-ben megjelent változata tette népszerűvé.

## Slágerlistás helyezések, jelölések
A dal számos Európai országban slágerlistás helyezést ért el. Norvégiában 15,Svájcban 13. míg Németországban 10 hétig volt slágerlistás helyezés. Az Egyesült Királyságban 3 hétig volt slágerlistás, míg Ausztriában 7 hétig, hazájában Svédországban 8 hétig volt listaelső. Írországban 1995 januárjában a 2. helyen végzett a kislemezlistán. Az Egyesült Államok Billboard Hot 100-as slágerlistáján a 25. helyig sikerült csupán jutnia.
Az MTV Dance a Minden idők 100 Legnagyobb slágere a 90-es években kategóriában az 51. helyre juttatta a dalt 2011 novemberében.
A Paste Magazín a 60 legnagyobb dancefloor classics listáján a 17. helyre került a dal 2017-ben.
A Blender magazin szerint a dal a Minden idők legrosszabb 50 dala között a 38. helyen szerepelt a dal.

## Kritikák
A Music & Media így írt a dalról: Eddig három trendet teremtettek meg különböző előadók, úgy mint a Grid Swamp Thing, A Two Cowboys Everybody Gonfi-Gon, és a Bravado's Harmonica Man című dalok. A Rednexé a következő ahol ötvözték a countryt a modern zenével.

## Megjelenések
CD Maxi  Németország ZYX Music – ZYX 7380-8
1. Cotton Eye Joe (Original Single Version) 3:20
2. Cotton Eye Joe (Madcow Mix) 4:46
3. Cotton Eye Joe (Madcow Instrumental) 4:46
4. Cotton Eye Joe (Overworked Mix)	6:20
5. Cotton Eye Joe (Original Instrumental) 3:08

12" (remix)  Spanyolország Zomba Records Ltd. – 74321280201
- A1	Cotton Eye Joe (Madcow Edit) 3:05 Remix – Development Corporation, Jeremy Healy
- A2	Cotton Eye Joe (Armand's Dosey-Doe Mix) 5:04 Remix – Armand van Helden
- A3	Cotton Eye Joe (Overworked Mix) 6:20 Remix – Development Corporation, Jeremy Healy

- B1	Cotton Eye Joe (Madcow Mix) 4:46 Remix – Development Corporation, Jeremy Healy
- B2	Cotton Eye Joe (Armand's Funky Trance Mix) 10:21 Remix – Armand van Helden
- B3	Cotton Eye Joe (Armand's Instrumental) 5:04 Remix – Armand van Helden

## Videóklip
A klipet Stefan Berg rendezte, és jelölték 1995-ben a legjobb svéd dance videóklip kategóriában a Svéd Dance Music Awards díjkiosztón.

## Slágerlistás helyezések

### Heti összesítések
| Slágerlista (1994–95)                            | Legjobb helyezések |
| ------------------------------------------------ | ------------------ |
| Ausztrália (ARIA)                                | 8                  |
| Ausztria (Ö3 Austria Top 40)                     | 1                  |
| Belgium (Ultratop 50 Flanders)                   | 1                  |
| Canada Top Singles (RPM)                         | 10                 |
| Canada Dance (RPM)                               | 1                  |
| Dánia (Tracklisten)                              | 1                  |
| Európa(Eurochart Hot 100)                        | 1                  |
| Finnország (Suomen virallinen lista)             | 1                  |
| Franciaország (SNEP)                             | 10                 |
| Németország (Official German Charts)             | 1                  |
| Írország (IRMA)                                  | 2                  |
| Hollandia (Dutch Top 40)                         | 1                  |
| Új-Zéland (Recorded Music NZ)                    | 1                  |
| Norvégia (VG-lista)                              | 1                  |
| Skócia (Official Charts Company)                 | 1                  |
| Spanyolország (AFYVE)                            | 8                  |
| Svédország (Sverigentopplistan)                  | 1                  |
| Svájc (Schweizer Hitparade)                      | 1                  |
| Egyesült Királyság (Official Charts Company)     | 1                  |
| UK Dance Singles Chart (Official Charts Company) | 3                  |
| Egyesült Államok (Billboard Hot 100)             | 25                 |
| Egyesült Államok (Dance Club Songs)              | 5                  |
| Egyesült Államok (Mainstream Top 40) Billboard   | 30                 |
| US Cash Box                                      | 23                 |
| Slágerlista (2002)                               | Legjobb helyezés   |
| Ausztria (Ö3 Austria Top 40)                     | 32                 |

### Év végi összesítések
| Slágerlista(1994)                 | Helyezés |
| --------------------------------- | -------- |
| Austria (Ö3 Austria Top 40)       | 7        |
| Canada Dance (RPM)                | 13       |
| Netherlands (Dutch Top 40)        | 9        |
| Slágerlista (1995)                | Helyezés |
| Australia (ARIA)                  | 34       |
| Austria (Ö3 Austria Top 40)       | 10       |
| France (SNEP)                     | 50       |
| New Zealand (Recorded Music NZ)   | 5        |
| Switzerland (Schweizer Hitparade) | 10       |
| US Billboard Hot 100              | 93       |

## Feldolgozások
- Fiddlin' John Carson (legkorábbi ismert felvétel)
- 1928: Gid Tanner's Skillet Lickers, Columbia 15283D, 4/10/1928[43]
- 1928: Carter Brothers, Vocalion 5349, 11/?/1928[44]
- 1941: Burl Ives The Wayfaring Stranger című albumán.
- 1942: Adolph Hofner and his San Antonians, with J. R. Chatwell on fiddle
- 1947: Bob Wills and His Texas Playboys[45]
- 1959: Nina Simone Nina Simone at Town Hall című albumán.
- 1960: Walter Brennan
- 1962: Karen Dalton Cotton Eyed Joe című albumán.
- 1967: Al Dean & the All-Stars
- 1968: Terry Callier The New Folk Sound of Terry Callier című albumán.
- 1976: Leona Williams San Quentin's First Lady című albumán.
- 1976: The Country Roland Band
- 1980: Isaac Payton Sweat
- 1985: Asleep at the Wheel Asleep at the Wheel című szólólemezén.
- 1985: The Moody Brothers The Moody Brothers című szólólemezén.  Grammy-díj jelölés
- 1992: The Chieftains with Ricky Scaggs Another Country című szóló albumán, Grammy-díj jelölés
- 1992: The Muldoon Brothers Back O' The Barn című albumán.
- 1992: Michelle Shocked, adapted version, "Prodigal Daughter (Cotton Eyed Joe)",Arkansas Traveler című albumán.
- 1993: Bill Monroe & His Bluegrass Boys  Off the Record című albumán.
- 1994: Black Lace, Bullshit címen jelent meg.
- 2003: Vanessa-Mae The Ultimate Vanessa-Mae című albumán.
- 2010: Josh Rouse  "El Turista" című albumán.
- 2010: Hot Club of Cowtown
- 2011: Bass and Infinity csapat paródiája[46]
- 2014: Lee Matthews, Country and Irish singer. A saját változata az Ír country kislemezlista helyezettje volt.
- 2017: Daniel Radcliffe, Andy Hull, and Robert McDowell, for the film Swiss Army Man

## Minősítések
| Ország                           | Minősítés  | Eladások  |
| -------------------------------- | ---------- | --------- |
| Ausztrália (ARIA)                | arany      | 35.000    |
| Ausztria (IFPI)                  | platina    | 50.000    |
| Németország (BVMI)               | 2x platina | 1.000.000 |
| Hollandia (NVPI)                 | arany      | 50.000    |
| Norvégia (NVPI)                  | 2x platina | 100.000   |
| Svédország (GLF)                 | platina    | 50.000    |
| Svájc (IFPI)                     | platina    | 50.000    |
| Egyesült Királyság (BPI)         | platina    | 650.000   |
| Amerikai Egyesült Államok (RIAA) | arany      | 500.000   |